# 加拉太 (罗马行省)

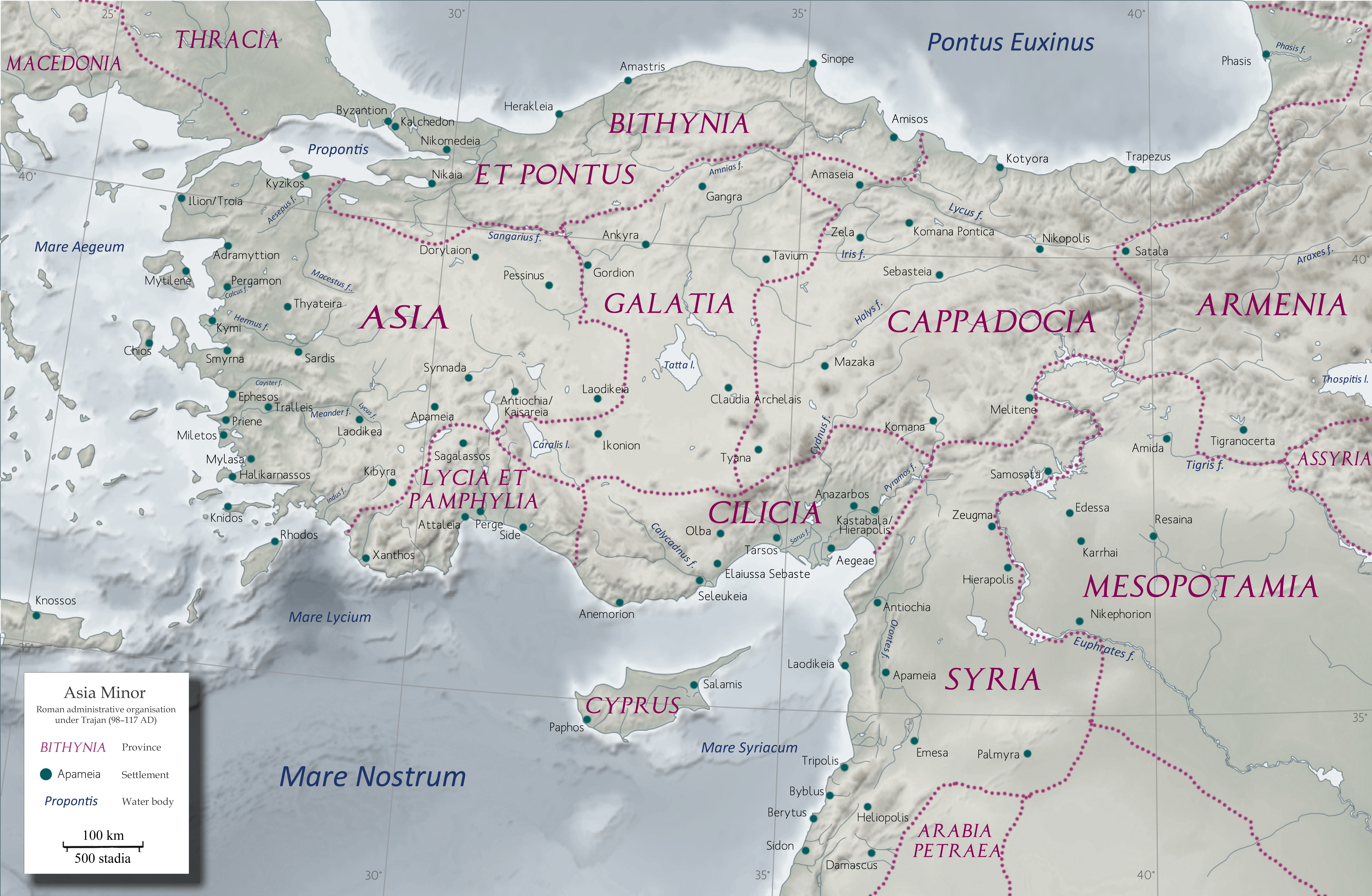
图拉真时期小亚细亚地区的罗马行省，其中包括加拉太

加拉太（拉丁語：Galatia）是罗马帝国的一个行省，位于安那托利亞（今土耳其中部）。它由罗马第一位皇帝奥古斯都于公元前25年建立，其领土包含了先前凯尔特加拉太，首府安卡拉。
在戴克里先的行政改革中，其北部和南部分别拆分出帕夫拉戈尼亚与利考尼亞两个行省。
约公元398年，正值阿卡狄奧斯在位。其被拆分为「第一加拉太行省」和「第二加拉太行省」，前者囊括了原行省的北部，首府安卡拉。后者居于南部，首府培希努。两个行省皆属于本都管区。查士丁尼一世曾在536至548年间将其短暂合并，但最终还是在7世纪后半叶并入到了新的安那托利亞軍區。旧行省机构的痕迹一直残存到8世纪初。
根据迦克墩公會議（451年）的正式名单以及希耶罗克里斯的《Synecdemus》一书，第一加拉太的教省首都为安卡拉，下辖六个教座，第二加拉太的教省首都为培希努，下辖八个教区。6世纪中叶查士丁尼堡建立后，而培希努逐渐衰落，故教省首都前往前者所在地，但名称仍保持不变。

### 脚注
1. ↑  Η γεωγραφική θέση της Άγκυρας - Σπουδαστήριο Νέου Ελληνισμού （页面存档备份，存于）, αναδημοσίευση από το βιβλίο: Ευδοκία Επέογλου-Μπακαλάκη, Αναμνήσεις από τη ζωή στην Άγκυρα, Βάνιας, 1997
2. 1 2  Longenecker 2017，§41.
3. 1 2  Ramsay 1890，第243頁.
4. ↑  Belke 1984，第128頁.
5. ↑  Ramsay 1890，第221–223頁.

### 书籍
- Belke, Klaus. . Vienna: Verlag der Österreichischen Akademie der Wissenschaften. 1984. ISBN 978-3-7001-0634-0 （德语）.
- Ramsay, William M. . London: John Murray. 1890.
- Longenecker, Richard N. . Zondervan. 2017  [2019-02-03]. （原始内容存档于2019-06-11）.